# Bumper (foguete)
O Bumper (oficialmente RTV-G-4 Bumper), foi um foguete experimental Norte americano, considerado o primeiro foguete de sondagem a nível mundial. 

## O projeto
Ele foi concebido em julho de 1946 pelo Coronel Holger N. Toftoy como uma combinação dos foguetes V-2 e WAC Corporal. O projeto teve início em 20 de junho de 1947, com os seguintes objetivos:
- Investigar técnicas de lançamento para um foguete de dois estágios e a separação dos estágios em alta velocidade.
- Investigar de forma restrita os fenômenos de alta velocidade e grande altitude.
- Ultrapassar todos os recordes de velocidade e altitude vigentes até então.

## A execução
A responsabilidade geral do projeto ficou a cargo da General Electric, que o incluiu no programa Hermes. O Jet Propulsion Laboratory, ficou incumbido das pesquisas teóricas necessárias, desenho do segundo estágio e do sistema de separação. A Douglas Aircraft Company, ficou responsável pela fabricação do segundo estágio, e também pelo desenho e fabricação das partes especiais do foguete V-2 necessárias. O projeto foi dado como concluído em julho de 1950 após 8 lançamentos.

## Os lançamentos
Seis lançamentos do Bumper foram feitos a partir do White Sands Proving Ground. Em 1949 um campo de testes chamado Joint Long Range Proving Ground foi estabelecido na Estação da Força Aérea de Cabo Canaveral na costa Leste da Flórida. Em 24 de julho de 1950, o lançamento do Bumper 8 (que ocorreu antes do 7), se tornou o primeiro de centenas de lançamentos a partir daquela base.

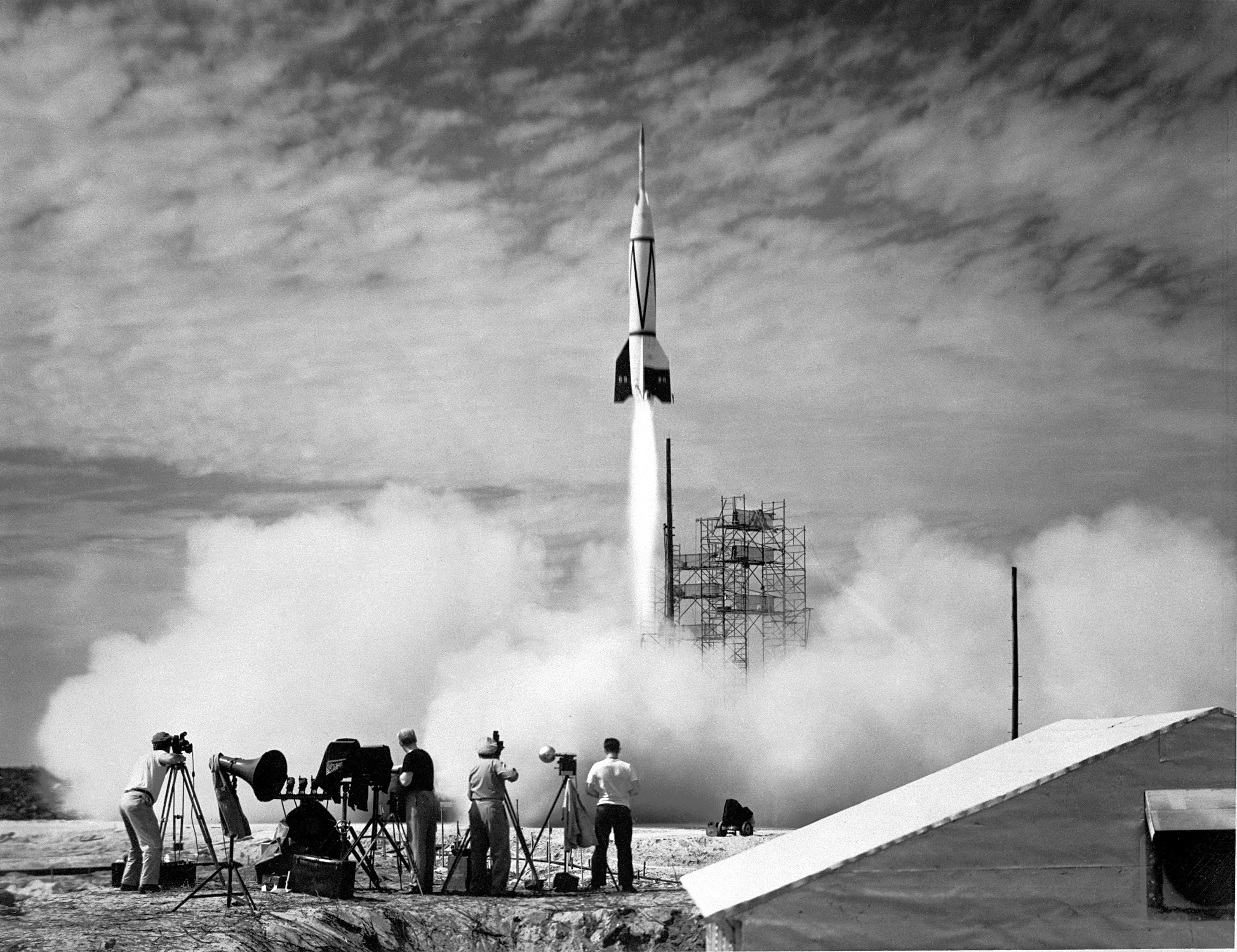
Lançamento do Bumper 8

## Lançamentos
| Identificação | Data                    | Centro de Lançamento | Plataforma | Apogeu   | Comentários                                                                                           |
| 1948          |                         |                      |            |          | |
| Bumper 1      | 13 de maio de 1948      | White Sands          | 33         | 127,3 km | Corte prematuro do 2º estágio WAC                                                                     |
| Bumper 2      | 19 de agosto de 1948    | White Sands          | 33         | 13,4 km  | Falha no 1º estágio por corte no combustível                                                          |
| Bumper 3      | 30 de setembro de 1948  | White Sands          | 33         | 150,3 km | Falha do 2º estágio WAC                                                                               |
| Bumper 4      | 1 de novembro de 1948   | White Sands          | 33         | 4,8 km   | Explosão na cauda do 1º estágio V-2                                                                   |
| 1949          |                         |                      |            |          | |
| Bumper 5      | 24 de fevereiro de 1949 | White Sands          | 33         | 393 km   | Voo bem sucedido, separação dos estágios a 32 km                                                      |
| Bumper 6      | 21 de abril de 1949     | White Sands          | 33         | 49,9 km  | Corte prematuro do motor V-2; o WAC não iniciou a combustão                                           |
| 1950          |                         |                      |            |          | |
| Bumper 8      | 24 de julho de 1950     | Cape Canaveral       | 3          | 16,1 km  | Voo atmosférico de pequeno ângulo (mais de 320 km de alcance). Primeiro lançamento de Cape Canaveral. |
| Bumper 7      | 29 de julho de 1950     | Cape Canaveral       |            | 16,1 km  | Voo atmosférico de pequeno ângulo (mais de 320 km de alcance).                                        |